# Tempo (chaîne de télévision)
Pour les articles homonymes, voir Tempo (homonymie).
Tempo (anciennement MTV Tempo) est une chaîne de télévision qui explore la culture des Caraïbes, et joue une gamme de musique des Caraïbes comprenant le calypso, la dancehall, le punta rock, le reggae et la soca. Elle fait partie du groupe CaribVision.

## Historique
Elle a été lancée le 30 novembre 2005 dans plus de dix pays de la Caraïbe.
Le 7 décembre 2007, Broadcasting & Cable a indiqué que MTV Networks a vendu la chaîne MTV Tempo, à un groupe d'investisseurs dirigé par son fondateur, Frederick A. Morton, Jr.

## Programmes
- Cross Caribbean Countdown
- Pull up Selecta
- Downtown Island
- Tempo Live & Direct
- Inside The Rhythm
- Rise & Shine
- Choices